# San Jerónimo (Comayagua)
San Jerónimo – gmina (municipio) w środkowym Hondurasie, w departamencie Comayagua. W 2010 roku zamieszkana była przez ok. 19,6 tys. mieszkańców. Siedzibą administracyjną jest miejscowość San Jerónimo.

## Położenie
Gmina położona jest w środkowej części departamentu. Graniczy z 5 gminami:
- La Libertad od północy,
- Esquías od wschodu,
- Comayagua od południa
- El Rosario i La Trinidad od zachodu.

## Miejscowości
Według Narodowego Instytutu Statystycznego Hondurasu na terenie gminy położone były następujące wsie:

- San Jerónimo
- Buena Vista
- El Chupadero
- Jacintillos
- Jamalteca
- La Ceibita
- La Unión
- Las Arenas
- Las Crucitas
- Los Manzanos
- Los Talnetes
- Ocotes Caídos
- Plan de Leones
- Potrero Sucio
- San Antonio de La Cuesta
- Talanguita
- Terrero del Cedro
- Vallecillos

## Demografia
Według danych honduraskiego Narodowego Instytutu Statystycznego na rok 2010 struktura wiekowa i płciowa ludności w gminie przedstawiała się następująco:
| Wiek         | 0–3   | 4–6   | 7–12  | 13–17 | 18–24 | 25–64 | 65+ | razem  |
| San Jerónimo | 2 343 | 1 631 | 3 280 | 2 553 | 2 727 | 6 347 | 696 | 19 577 |
| Mężczyźni    | 1 191 | 881   | 1 621 | 1 196 | 1 309 | 3 063 | 330 | 9 593  |
| Kobiety      | 1 152 | 749   | 1 658 | 1 357 | 1 418 | 3 283 | 365 | 9 984  |